# Los Lobos
Los Lobos (spanisch für Die Wölfe) ist eine US-amerikanische Rockband, die 1973 in Los Angeles von David Hidalgo, Louie Pérez, Conrad Lozano und Cesar Rosas als Los Lobos Del Este De Los Ángeles gegründet wurde.

## Karriere
1976 kam das Debüt-Album Sí Se Puede! auf den Markt. In der Folgezeit legten Los Lobos, wie sie sich nun nannten, ihre akustischen Instrumente zur Seite und verbanden mit Hilfe von E-Gitarren Elemente von Rock, Pop und Latinomusik. 1978 erschien das Album Just Another Band from East L. A.
Das 1983er Album … and a Time to Dance produzierten T-Bone Burnett und Steve Berlin, der sich 1984 der Band anschloss. Auf dem Album war eine Mischung aus Swing, Blues und Folk zu hören.
Mit dem Album How Will the Wolf Survive? (1985) und dem Titelsong kamen Los Lobos erstmals in höhere Regionen der Charts. Die Platte wurde auch von der Kritik hoch gelobt. Anfang 1987 erschien By the Light of the Moon, das als ihr bis dato bestes Album gelobt wurde. Auf dem Album verbanden Los Lobos lateinamerikanische Instrumente mit traditionellem Rock ’n’ Roll.
1987 erschien mit La Bamba ihr größter Single-Hit. Er erreichte sowohl in den Vereinigten Staaten als auch in Großbritannien Platz 1 der Charts. Auch in der Schweiz war das Lied ganz vorne in den Charts, in Österreich auf 3, in Deutschland auf 7. Der Song war auf dem Soundtrack des Films La Bamba erschienen, der über das Leben von Ritchie Valens erzählt. Auch mit einem weiteren Valens-Cover aus dem Film, Come On Let’s Go erreichten sie nochmals die internationalen Charts. Auf dem 88er Album La Pistola y el Corazon konnte man viele nordamerikanische und mexikanische Folksongs hören. 1989 legten Los Lobos eine Pause ein.
Bei dem Album The Neighbourhood wirkten Levon Helm und John Hiatt mit. 1991 waren Los Lobos mit einem Song (Bertha) auf dem Grateful-Dead-Tributalbum Deadicated vertreten. 1992 wurde  Kiko veröffentlicht, das wieder einen starken Latin Rock bot und als eines der besten Alben der Band gilt. In den 1990er Jahren wirkten sie bei verschiedenen Soundtracks und Tributalben für Richard Thompson und Buddy Holly mit. David Hidalgo und Louie Perez veröffentlichten Songs unter den Namen Latin Playboys und Hounddog. 1995 nahmen Los Lobos zusammen mit Lalo Guerrero das Kinder-Konzeptalbum Papa's Dream auf. 1996 kam Collossal Head auf den Markt, das laut Kritik nach einer billigen ZZ-Top-Imitation klang.
Danach erschienen noch die Alben This Time (1999), El cancionero mas y mas (vier CDs; 2000), Good Morning Aztlán (2002), The Ride (2004) und die DVD Live at the Fillmore (2004).
2011 steuerten sie drei Lieder zum Soundtrack des Animationsfilms Rango bei. Im Juni 2013 gingen Los Lobos als Vorgruppe mit Neil Young auf Deutschland-Tournee. Im Sommer 2016 waren sie mit den North Mississippi Allstars und der Tedeschi Trucks Band in Nordamerika auf Tournee.

## Diskografie

### Studioalben
| Jahr | Titel                      | Höchstplatzierung, Gesamtwochen, AuszeichnungChartplatzierungen (Jahr, Titel, Platzierungen, Wochen, Auszeichnungen, Anmerkungen) | Höchstplatzierung, Gesamtwochen, AuszeichnungChartplatzierungen (Jahr, Titel, Platzierungen, Wochen, Auszeichnungen, Anmerkungen) | Höchstplatzierung, Gesamtwochen, AuszeichnungChartplatzierungen (Jahr, Titel, Platzierungen, Wochen, Auszeichnungen, Anmerkungen) | Höchstplatzierung, Gesamtwochen, AuszeichnungChartplatzierungen (Jahr, Titel, Platzierungen, Wochen, Auszeichnungen, Anmerkungen) | Höchstplatzierung, Gesamtwochen, AuszeichnungChartplatzierungen (Jahr, Titel, Platzierungen, Wochen, Auszeichnungen, Anmerkungen) | Anmerkungen                                               |
| Jahr | Titel                      | DE | AT | CH | UK | US | Anmerkungen                                               |
| ---- | -------------------------- | --- | --- | --- | --- | --- | --------------------------------------------------------- |
| 1985 | How Will the Wolf Survive? | — | — | — | UK77 (6 Wo.)UK | US47 (34 Wo.)US | Erstveröffentlichung: März 1985                           |
| 1987 | By the Light of the Moon   | — | — | — | UK77 (3 Wo.)UK | US47 (32 Wo.)US | Erstveröffentlichung: Januar 1987                         |
| 1987 | La Bamba                   | DE30 (11 Wo.)DE | AT7 (14 Wo.)AT | CH3 Gold · (30 Wo.)CH | UK24 Gold · (15 Wo.)UK | US1 ×2Doppelplatin · (44 Wo.)US                                                                                                   | Erstveröffentlichung: 30. Juni 1987 Verkäufe: + 2.435.000 |
| 1988 | La Pistola y El Corazón    | — | — | — | — | US179 (4 Wo.)US | Erstveröffentlichung: September 1988                      |
| 1990 | The Neighborhood           | — | — | CH38 (2 Wo.)CH | — | US103 (9 Wo.)US | Erstveröffentlichung: September 1990                      |
| 1992 | Kiko                       | — | — | — | — | US143 (10 Wo.)US | Erstveröffentlichung: Mai 1992                            |
| 1996 | Colossal Head              | — | — | — | — | US81 (6 Wo.)US | Erstveröffentlichung: März 1996                           |
| 1999 | This Time                  | — | — | — | — | US135 (3 Wo.)US | Erstveröffentlichung: Juli 1999                           |
| 2002 | Good Morning Aztlán        | — | — | — | — | US82 (5 Wo.)US | Erstveröffentlichung: Juni 2002                           |
| 2004 | The Ride                   | — | — | — | — | US75 (5 Wo.)US | Erstveröffentlichung: Mai 2004                            |
| 2006 | The Town and the City      | — | — | — | — | US142 (1 Wo.)US | Erstveröffentlichung: September 2006                      |
| 2010 | Tin Can Trust              | — | — | — | — | US47 (3 Wo.)US | Erstveröffentlichung: August 2010                         |
| 2015 | Gates of Gold              | — | — | — | — | US153 (1 Wo.)US | Erstveröffentlichung: September 2015                      |
| 2021 | Native Sons                | — | — | CH32 (2 Wo.)CH | — | — | Erstveröffentlichung: 30. Juli 2021                       |

Weitere Alben
- 1976: Si Se Puede!
- 1978: Los Lobos del Este de Los Angeles
- 1983: ...And a Time to Dance
- 1993: Just Another Band from East L.A.
- 1995: Papa's Dream
- 2000: El Cancionero Mas y Mas
- 2004: Ride This – The Covers EP
- 2005: Live at the Fillmore
- 2005: Acoustic en Vivo
- 2006: Wolf Tracks – Best of
- 2009: Los Lobos Goes Disney
- 2013: Disconnected in New York City
- 2022: Lobos en Japón (Live 1988)

### Singles
| Jahr | Titel Album                                      | Höchstplatzierung, Gesamtwochen, AuszeichnungChartplatzierungen (Jahr, Titel, Album, Platzierungen, Wochen, Auszeichnungen, Anmerkungen) | Höchstplatzierung, Gesamtwochen, AuszeichnungChartplatzierungen (Jahr, Titel, Album, Platzierungen, Wochen, Auszeichnungen, Anmerkungen) | Höchstplatzierung, Gesamtwochen, AuszeichnungChartplatzierungen (Jahr, Titel, Album, Platzierungen, Wochen, Auszeichnungen, Anmerkungen) | Höchstplatzierung, Gesamtwochen, AuszeichnungChartplatzierungen (Jahr, Titel, Album, Platzierungen, Wochen, Auszeichnungen, Anmerkungen) | Höchstplatzierung, Gesamtwochen, AuszeichnungChartplatzierungen (Jahr, Titel, Album, Platzierungen, Wochen, Auszeichnungen, Anmerkungen) | Anmerkungen                                             |
| Jahr | Titel Album                                      | DE | AT | CH | UK | US | Anmerkungen                                             |
| ---- | ------------------------------------------------ | --- | --- | --- | --- | --- | ------------------------------------------------------- |
| 1985 | Will the Wolf Survive How Will the Wolf Survive? | — | — | — | — | US78 (5 Wo.)US | Erstveröffentlichung: März 1985                         |
| 1985 | Don’t Worry Baby How Will the Wolf Survive?      | — | — | — | UK57 (5 Wo.)UK | — | Erstveröffentlichung: März 1985                         |
| 1987 | Set Me Free (Rosa Lee) By the Light of the Moon  | — | — | — | UK99 (3 Wo.)UK | — | Erstveröffentlichung: Februar 1987                      |
| 1987 | La Bamba                                         | DE7 (17 Wo.)DE | AT3 (16 Wo.)AT | CH1 (23 Wo.)CH | UK1 Silber · (11 Wo.)UK | US1 (21 Wo.)US | Erstveröffentlichung: 20. Juni 1987 Verkäufe: + 810.000 |
| 1987 | Come On, Let’s Go La Bamba                       | — | — | CH22 (5 Wo.)CH | UK18 (9 Wo.)UK | US21 (14 Wo.)US | Erstveröffentlichung: September 1987                    |
| 1987 | Donna La Bamba                                   | — | — | CH26 (2 Wo.)CH | UK83 (4 Wo.)UK | — | Erstveröffentlichung: Dezember 1987                     |

## Auszeichnungen für Musikverkäufe
| Goldene Schallplatte - Frankreich - 1987: für das Album La Bamba - 1987: für die Single La Bamba - Neuseeland - 1987: für das Album La Bamba - 1987: für die Single La Bamba - Spanien - 2024: für die Single La Bamba | Platin-Schallplatte - Kanada - 1987: für die Single La Bamba 2× Platin-Schallplatte - Kanada - 1987: für das Album La Bamba |

Anmerkung: Auszeichnungen in Ländern aus den Charttabellen bzw. Chartboxen sind in ebendiesen zu finden.
| Land/RegionAuszeichnungen für Musikverkäufe (Land/Region, Auszeichnungen, Verkäufe, Quellen) | Silber  | Gold     | Platin     | Verkäufe  | Quellen                   |
| -------------------------------------------------------------------------------------------- | ------- | -------- | ---------- | --------- | ------------------------- |
| Frankreich (SNEP)                                                                            | —       | 2× Gold2 | —          | 1.117.000 | infodisc.fr               |
| Kanada (MC)                                                                                  | —       | —        | 3× Platin3 | 300.000   | musiccanada.com           |
| Neuseeland (RMNZ)                                                                            | —       | 2× Gold2 | —          | 20.000    | aotearoamusiccharts.co.nz |
| Schweiz (IFPI)                                                                               | —       | Gold1    | —          | 25.000    | worldradiohistory.com     |
| Spanien (Promusicae)                                                                         | —       | Gold1    | —          | 30.000    | elportaldemusica.es       |
| Vereinigte Staaten (RIAA)                                                                    | —       | —        | 2× Platin2 | 2.000.000 | riaa.com                  |
| Vereinigtes Königreich (BPI)                                                                 | Silber1 | Gold1    | —          | 300.000   | bpi.co.uk                 |
| Insgesamt                                                                                    | Silber1 | 7× Gold7 | 5× Platin5 |           |                           |